# Petřvald (okres Karviná)
Petřvald (polsky Pietwałd, německy Peterswald) je město, které se nachází v okrese Karviná v Moravskoslezském kraji. Město, v němž žije přibližně 7 400 obyvatel, leží v české části historického Těšínského Slezska.

## Název
Osada byla založena pod německým názvem Peterswald – „Petrův les“. České jméno Petřvald vzniklo jeho hláskovou úpravou. V místním nářečí se ovšem používal tvar Pětvold nebo Pětfold.

## Historie
Osada byla založena asi kolem roku 1256 při velké kolonizaci Těšínska (po vpádu Mongolů v roce 1241). První písemná zmínka o obci je v soupisu desátků biskupství vratislavského z roku 1305 (jako osada Villa Petri). V obci byly tři dvory, 15 rybníků, malá cihelna, panský lihovar a zájezdní krčma. Obec byla součástí bohumínského soudního okresu do r. 1868. Poté byla součástí okresu Fryštát, od roku 1949 správního okresu Karviná.
Ves náležela původně knížeti Bolkovi. Roku 1409 ji Bolko prodal Ondřejovi z Tvorkova k polsko-ostravskému panství. V roce 1602 připadla k Vratimovu. Roku 1720 prodal Karel František Skrbenský z Hradiště Mikuláši Taaffemu k Dolní Lutyni. Kolem roku 1790 koupil statek Jan František Larisch. Roku 1895 jej zdědil Eugen Larisch-Mönnich a po něm jeho dcera Gabriela Larisch-Mönnichová, provdaná roku 1893 za Felixe Leopolda z Thun-Hohensteinu. Za první pozemkové reformy byl Gabriele ponechán zbytkový statek s lihovarem a lesním hospodářstvím.

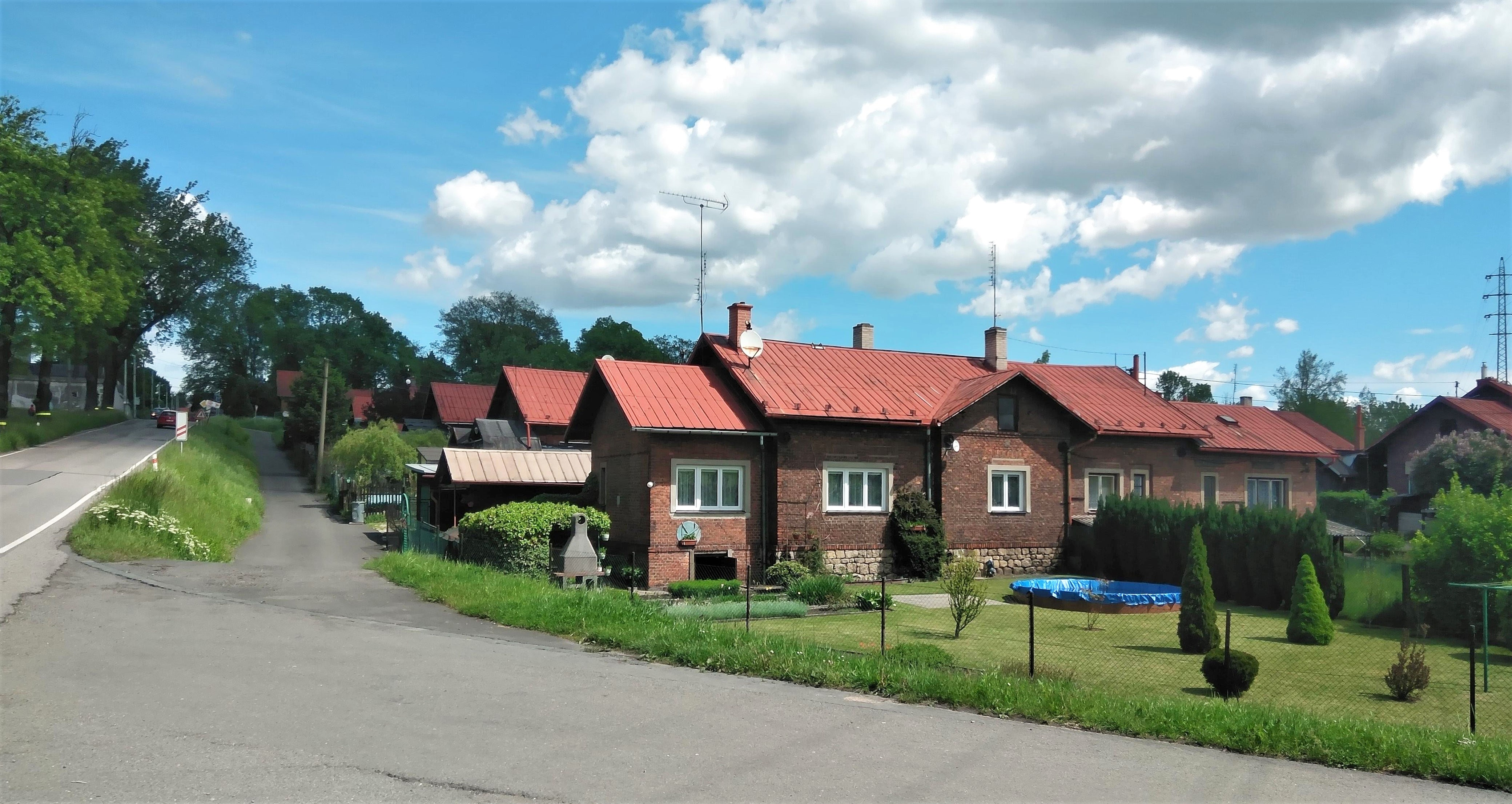
Dělnická kolonie Marjánka

Rozvoj obce na přelomu 19. a 20. století byl značně ovlivněn těžbou uhlí, které se zde začalo těžit od roku 1833. Dobývalo se několika nehlubokými šachticemi. Postupně se těžba soustředila do šachtic Jindřich a Evžen. Obě se staly v roce 1859 majetkem Evžena Larische-Mönnicha. Patřila mu rovněž větrací jáma Mariánka, vybudovaná v roce 1878. V roce 1899 byl otevřen důl Alpinenschacht, od roku 1927 nazývaný důl Václav. Důl Evžen byl vybudován v roce 1862. Důl Albrecht, od roku 1920 nazývaný Důl Hedvika, vznikl v roce 1872. Důl Ludvík byl vybudován v roce 1898 a Důl Žofie v roce 1871. V roce 1850 byla v části obce Petřvald zvané Březinka založena u jámy Evžen továrna na výrobu zinkové běloby, jejímž majitelem byl původně rovněž Larisch-Mönnich. Zanikla v roce 1932. V meziválečném období zde byla továrna na nábytek firma Richter a spol.
Po mnichovském diktátu v roce 1938 Polsko na základě ultimáta vojensky obsadilo a anektovalo východní část československého Těšínska, včetně Petřvaldu. Za krátkou dobu Poláci vyhostili 5 725 občanů z obce a zakázali činnost českých spolků. 1. září 1939 začala německým útokem na Polsko druhá světová válka a Petřvald byl připojen k Německu. Po skončení druhé světové války se obnovily předmnichovské hranice. Polsko opět vzneslo územní nároky na východní část československého Těšínska, ale v roce 1958 se těchto nároků s konečnou platností vzdalo.
K 1. lednu 1953 byly sloučeny dosavadní doly Pokrok a Hedvika a byl vytvořen národní podnik s názvem Důl Julius Fučík. V lednu 1955 byly sloučeny doly Evžen a Václav a takto vytvořený národní podnik nesl název Důl československý pionýr. V dubnu 1961 byly sloučeny doly Ludvík a Julius Fučík pod název Julius Fučík, v roce 1963 pak doly Československý pionýr a Žofie pod názvem Důl československý pionýr. V lednu 1970 se sloučil Důl Československý pionýr s Dolem Julius Fučík. Těžba černého uhlí byla na území města ukončena v září 1998.

## Pamětihodnosti
- Kostel sv. Jindřicha s Křížovou cestou
- Husův sbor s obrazem národního umělce Viléma Wunsche (tematicky ojedinělý v celé Evropě)
- Socha Krista klesajícího pod křížem
- Fara – dnes Středisko volného času DOMEK
- Hlubinné uhelné doly: Albrecht (Hedvika, Fučík 2), Habsburg (Pokrok, Fučík 1) a Evžen (Fučík 6)
- Pomník padlým v 1. světové válce (u místního hřbitova)
- Pomník horníkům, kteří zahynuli při výbuchu na dole Evžen v roce 1917 (u Střediska volného času DOMEK)
- Pamětní desky umučených v koncentračních táborech (na budově Střediska kulturních služeb)

## Obyvatelstvo

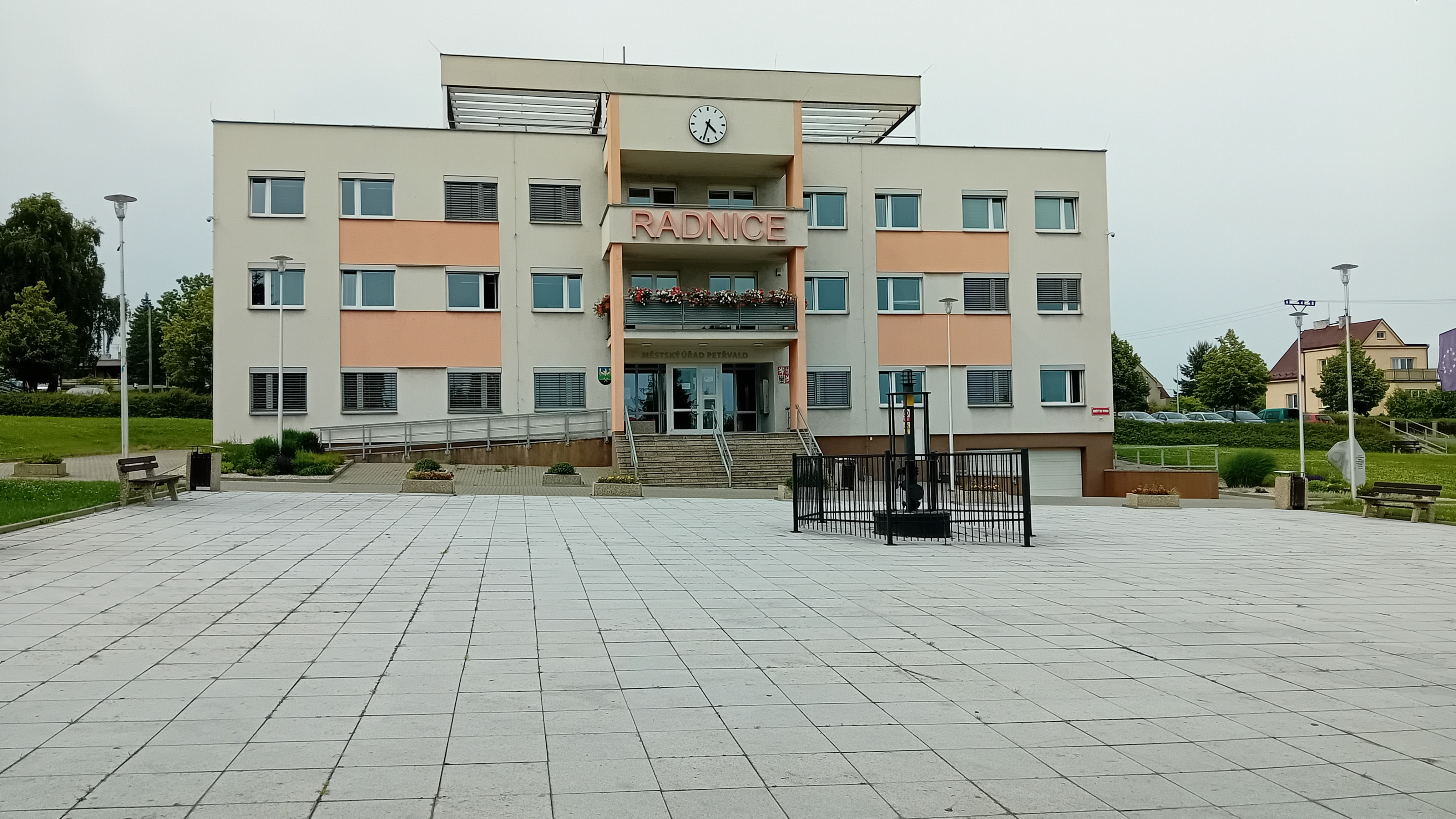
Nová budova radnice v Petřvaldě s náměstím

Věková struktura obyvatel obce Petřvald roku 2011

## Osobnosti
- Alois Vicherek (1892–1956), generál
- Rafael Hess (1902–1994), řezbář, malíř a sběratel lidových pohádek, pověstí a lidových písní[6]
- Bohumil Kulínský (1910–1988), sbormistr a hudební pedagog
- Jiří Vicherek (1929–2019), botanik, docent na Masarykově univerzitě v Brně[7]
- Ivo Kubečka (1945–2022), herec[8]
- František Zvardoň (* 1949), fotograf působící ve Francii

## Petřvald v literatuře
Petřvaldu se věnují básně Petra Bezruče Pětvald I a Pětvald II.

## Knihovna

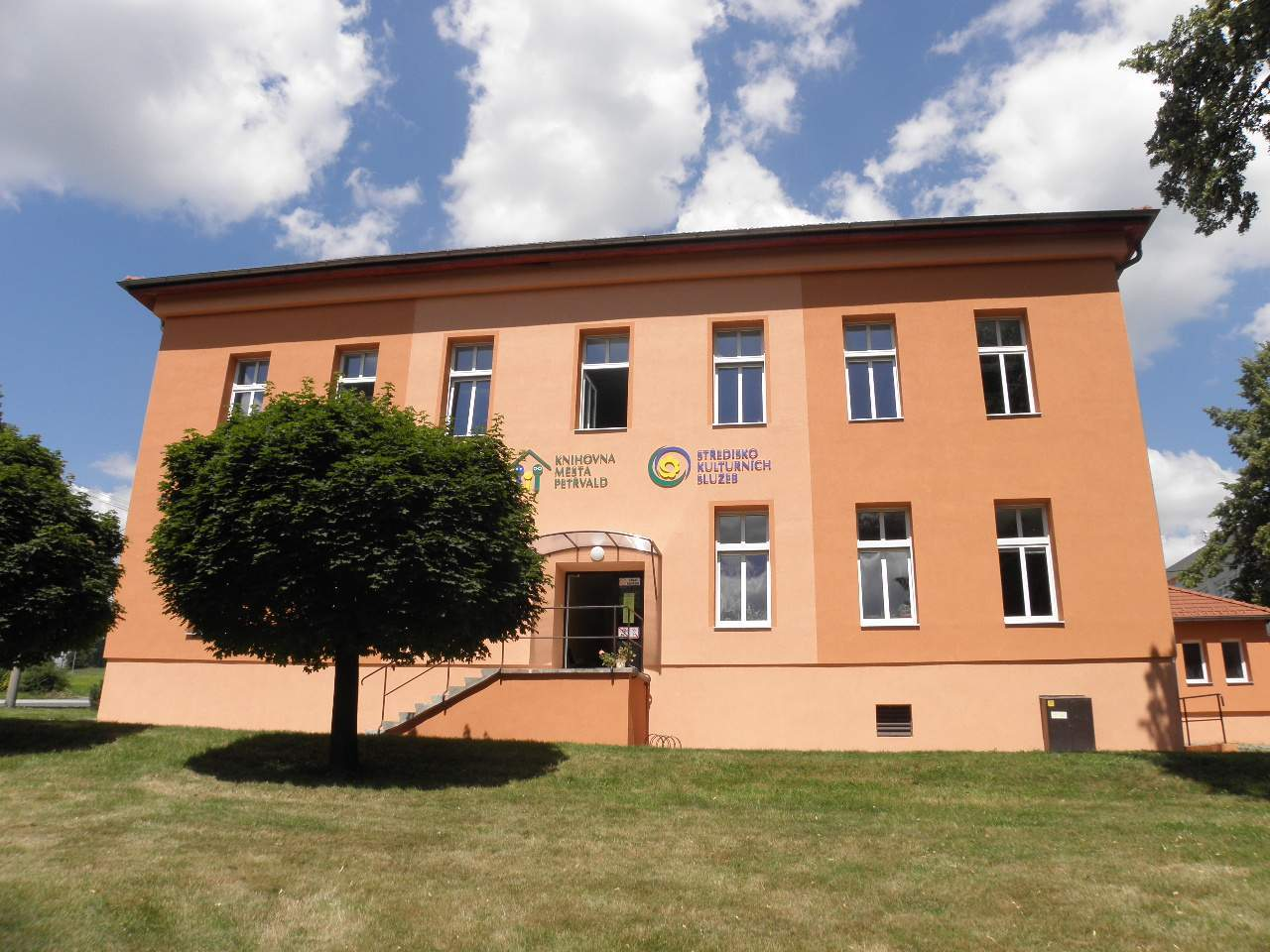
Budova Střediska kulturních služeb a knihovny města Petřvald

V budově Střediska kulturních služeb sídlí knihovna města Petřvald. Budova byla postavena jako „škola u kostela“ r. 1854. Knihovna se do budovy stěhovala v roce 1963. Vzniku knihovny v roce 1921 předcházelo několik knihovnických spolků a besed. Prvním knihovníkem v obci byl učitel František Kubis. Knihovna byla umístěna v budově obecního úřadu a byla otevřena 1x týdně. Do doby přesídlení na současnou adresu se knihovna několikrát stěhovala. V současné době jde o tzv. základní knihovnu, zřizovanou městem. Poskytuje knihovnické a informační služby, funguje zde Klub maminek, Klub deskových her pro děti a galerie Nad knihami, která prezentuje výtvarná díla především regionálních autorů. V knihovně probíhají besedy pro žáky ZŠ a MŠ, celostátní akce jako Noc s Andersenem, Týden knihoven, Březen – měsíc čtenářů, Už jsem čtenář – knížka pro prvňáčka, Bookstart, workshopy a setkání se spisovateli. Každoročně knihovna spoluorganizuje ve svých prostorách přehlídku outdoorových filmů Expediční kamera.
Modernizace knihovny v roce 2013 proběhla v rámci projektu „Kulturní pohraničí – vytvoření moderní kulturní infrastruktury v Jasienici a v Petřvaldě“ – projekt byl spolufinancován z Fondu mikroprojektů Euroregionu Těšínské Slezsko – Ślask Cieszyński Operačního programu přeshraniční spolupráce Česká republika – Polská republika 2007–2013.
Ke konci roku 2018 měla knihovna města Petřvald 23 332 titulů, 718 registrovaných čtenářů a roční počet výpůjček byl 39 856.

## Partnerská města
- Strumeň, Polsko
- Jasenice, Polsko